# Karel Pinxten

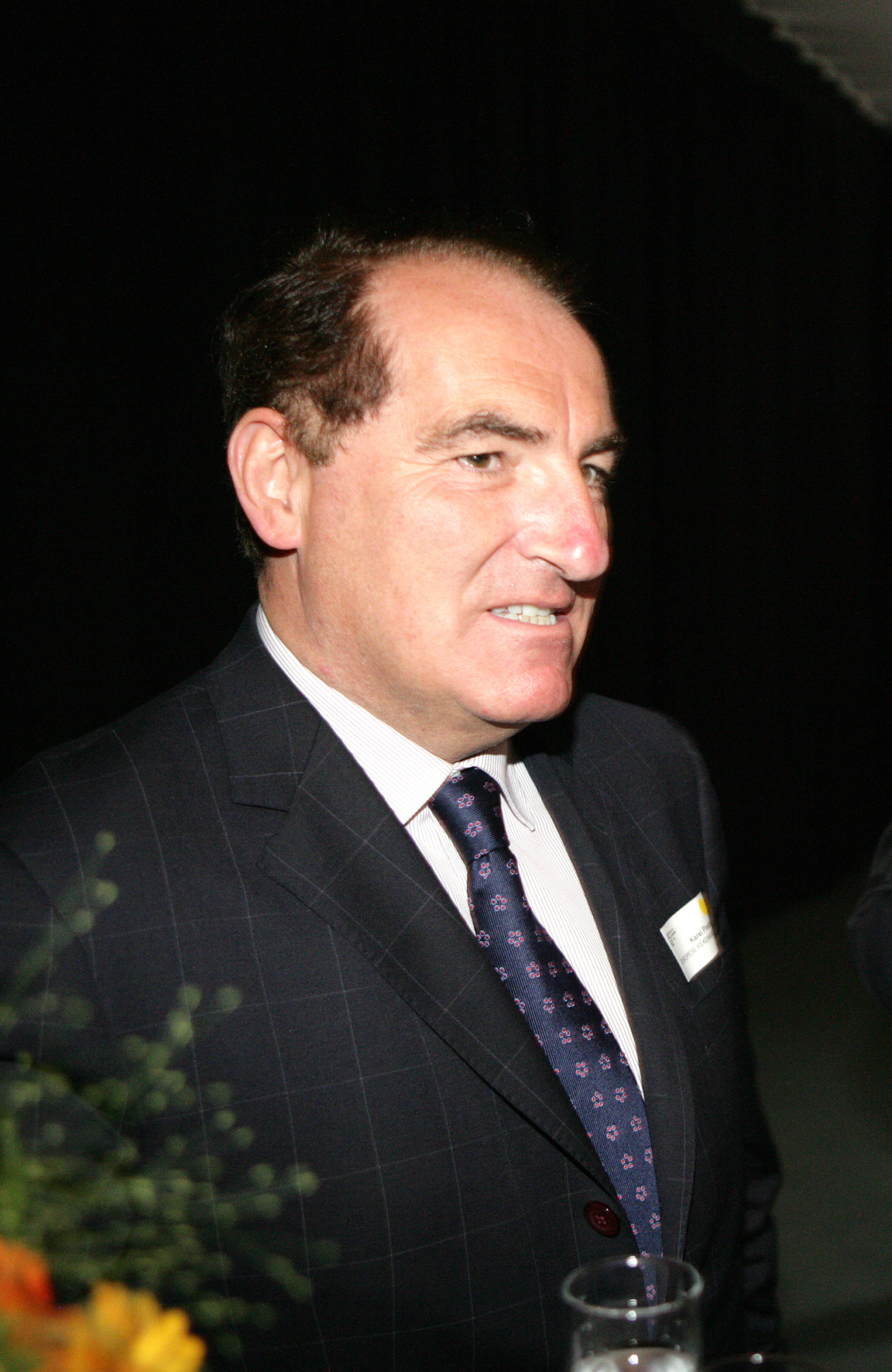
Karel Pinxten

Karel Alfons Hugo Arnold Maria Pinxten (* 19. Juli 1952 in Overpelt, Flandern) ist ein belgischer Politiker (CVP, Open VLD).

## Leben
Pinxten studierte Wirtschaftslehre an der Katholischen Universität Löwen, an der sein gleichnamiger Onkel Professor für Wirtschaft war. 1983 wurde Pinxten zum Bürgermeister seiner Heimatgemeinde Overpelt gewählt. Mit damals dreißig Jahren war er bei seiner Wahl der jüngste Bürgermeister in Flandern. 1989 wurde er in das Europäische Parlament gewählt, dem er bis 1991 angehörte. Von 1991 bis 2006 gehörte er mit einer Unterbrechung der Belgischen Abgeordnetenkammer an. 1994 wurde er in die Regierung Dehaene I berufen. Dort übernahm er das Verteidigungsministerium, das durch den Rücktritt von Leo Delcroix frei wurde. In der 1995 vereidigten Regierung Dehaene II übernahm Pinxten das Landwirtschaftsministerium. Kurz vor Ablauf der regulären Amtszeit trat er infolge des Dioxinskandals von diesem Posten zurück. 2006 legte Pinxten sein Mandat in der Abgeordnetenkammer und sein Amt als Bürgermeister nieder, nachdem er zum Europäischen Rechnungshof wechselte. Dieses Amt wird 2012 auslaufen.
Pinxten gehörte lange Jahre der CVP an. Im Februar 2002 gründete er zusammen mit Johan Van Hecke die neue Partei NCD (Nieuwe Christen-Demokraten), die aber im März wieder aufgelöst wurde. Pinxten schloss sich darauf der VLD an. Bei den Gemeinderatswahlen 2006 trat die von ihm gegründete OPEN-lijst in Overpelt an, welche von seiner Tochter angeführt wurde. Sie gewann sieben von 23 Sitzen.